# Château-Chervix
Pour les articles homonymes, voir Château (homonymie).
Château-Chervix (Chasteu Chervic en occitan) est une commune française située dans le département de la Haute-Vienne, en région Nouvelle-Aquitaine.

## Géographie

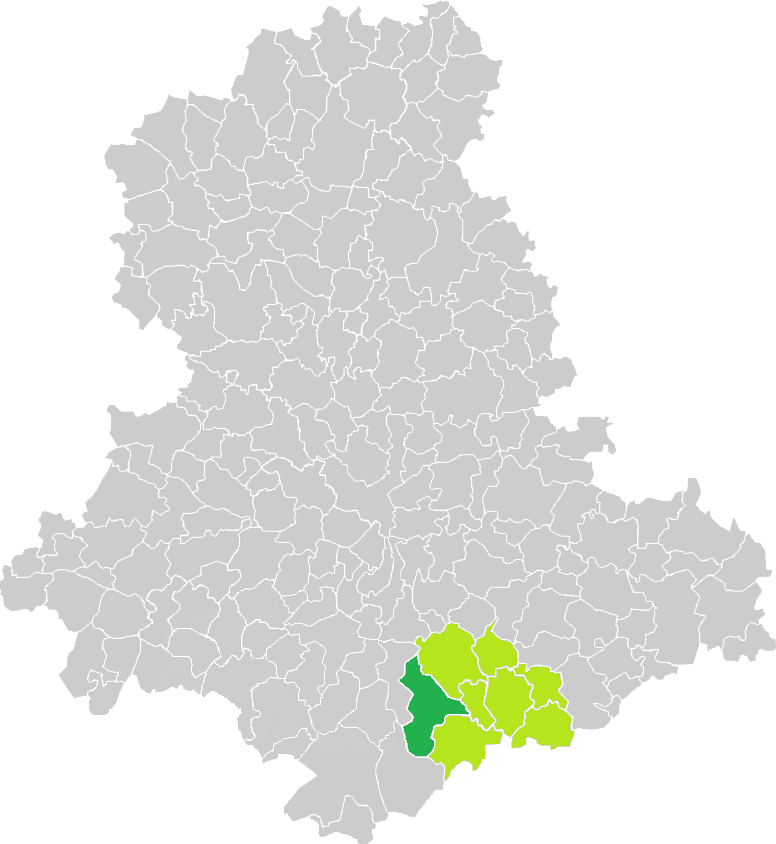
Situation de la commune de Château-Chervix au Sud de la Haute-Vienne

La commune est située à l'extrême sud du département et au nord-est des monts de Fayat, dont elle abrite le point culminant, le Puy de Bar (534 m).

### Communes limitrophes
Les communes limitrophes sont  Coussac-Bonneval, Magnac-Bourg, Meuzac, Saint-Priest-Ligoure et Vicq-sur-Breuilh.
|                      | Vicq-sur-Breuilh |              |
| Saint-Priest-Ligoure | Château-Chervix  | Magnac-Bourg |
|                      | Coussac-Bonneval | Meuzac       |

### Hydrographie
La commune est traversée par un ruisseau appelé la Breuilh qui prend sa source dans la forêt de Fayat.   

### Climat
Pour des articles plus généraux, voir Climat de la Nouvelle-Aquitaine et Climat de la Haute-Vienne.
Historiquement, la commune est exposée à un climat océanique limousin.  
En 2020, Météo-France publie une typologie des climats de la France métropolitaine dans laquelle la commune est exposée à un climat océanique altéré et est dans la région climatique  Ouest et nord-ouest du Massif Central, caractérisée par une pluviométrie annuelle de 900 à 1 500 mm, maximale en automne et en hiver.
Pour la période 1971-2000, la température annuelle moyenne est de 11,1 °C, avec une amplitude thermique annuelle de 14,6 °C. Le cumul annuel moyen de précipitations est de 1 140 mm, avec 13,5 jours de précipitations en janvier et 8,1 jours en juillet. Pour la période 1991-2020, la température moyenne annuelle observée sur la station météorologique la plus proche, située sur la commune de Saint-Germain-les-Belles à 10,98 km à vol d'oiseau, est de 0,0 °C et le cumul annuel moyen de précipitations est de 0,0 mm,. Pour l'avenir, les paramètres climatiques de la commune estimés pour 2050 selon différents scénarios d’émission de gaz à effet de serre sont consultables sur un site dédié publié par Météo-France en novembre 2022.

## Urbanisme

### Typologie
Au 1er janvier 2024, Château-Chervix est catégorisée commune rurale à habitat très dispersé, selon la nouvelle grille communale de densité à sept niveaux définie par l'Insee en 2022.
Elle est située hors unité urbaine. Par ailleurs la commune fait partie de l'aire d'attraction de Limoges, dont elle est une commune de la couronne,. Cette aire, qui regroupe 127 communes, est catégorisée dans les aires de 200 000 à moins de 700 000 habitants,.

### Occupation des sols
L'occupation des sols de la commune, telle qu'elle ressort de la base de données européenne d’occupation biophysique des sols Corine Land Cover (CLC), est marquée par l'importance des territoires agricoles (56,8 % en 2018), une proportion sensiblement équivalente à celle de 1990 (56,5 %). La répartition détaillée en 2018 est la suivante : 
forêts (38 %), zones agricoles hétérogènes (29,5 %), prairies (26,8 %), milieux à végétation arbustive et/ou herbacée (4 %), zones urbanisées (0,6 %), eaux continentales (0,6 %), terres arables (0,5 %). L'évolution de l’occupation des sols de la commune et de ses infrastructures peut être observée sur les différentes représentations cartographiques du territoire : la carte de Cassini (XVIIIe siècle), la carte d'état-major (1820-1866) et les cartes ou photos aériennes de l'IGN pour la période actuelle (1950 à aujourd'hui).

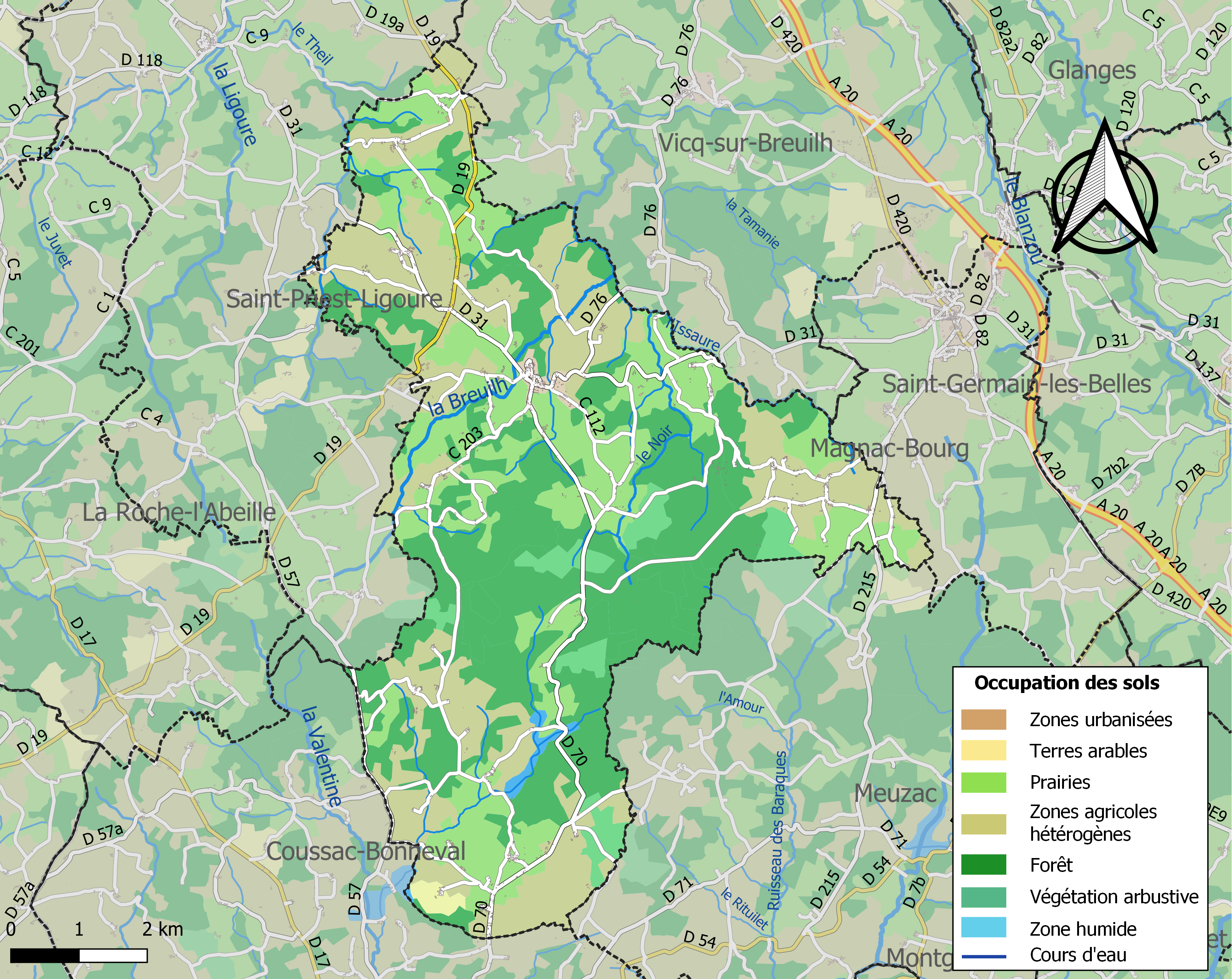
Carte des infrastructures et de l'occupation des sols de la commune en 2018 (CLC).

### Risques majeurs
Le territoire de la commune de Château-Chervix est vulnérable à différents aléas naturels : météorologiques (tempête, orage, neige, grand froid, canicule ou sécheresse) et séisme (sismicité très faible). Il est également exposé à un risque particulier : le risque de radon. Un site publié par le BRGM permet d'évaluer simplement et rapidement les risques d'un bien localisé soit par son adresse soit par le numéro de sa parcelle.

#### Risques naturels

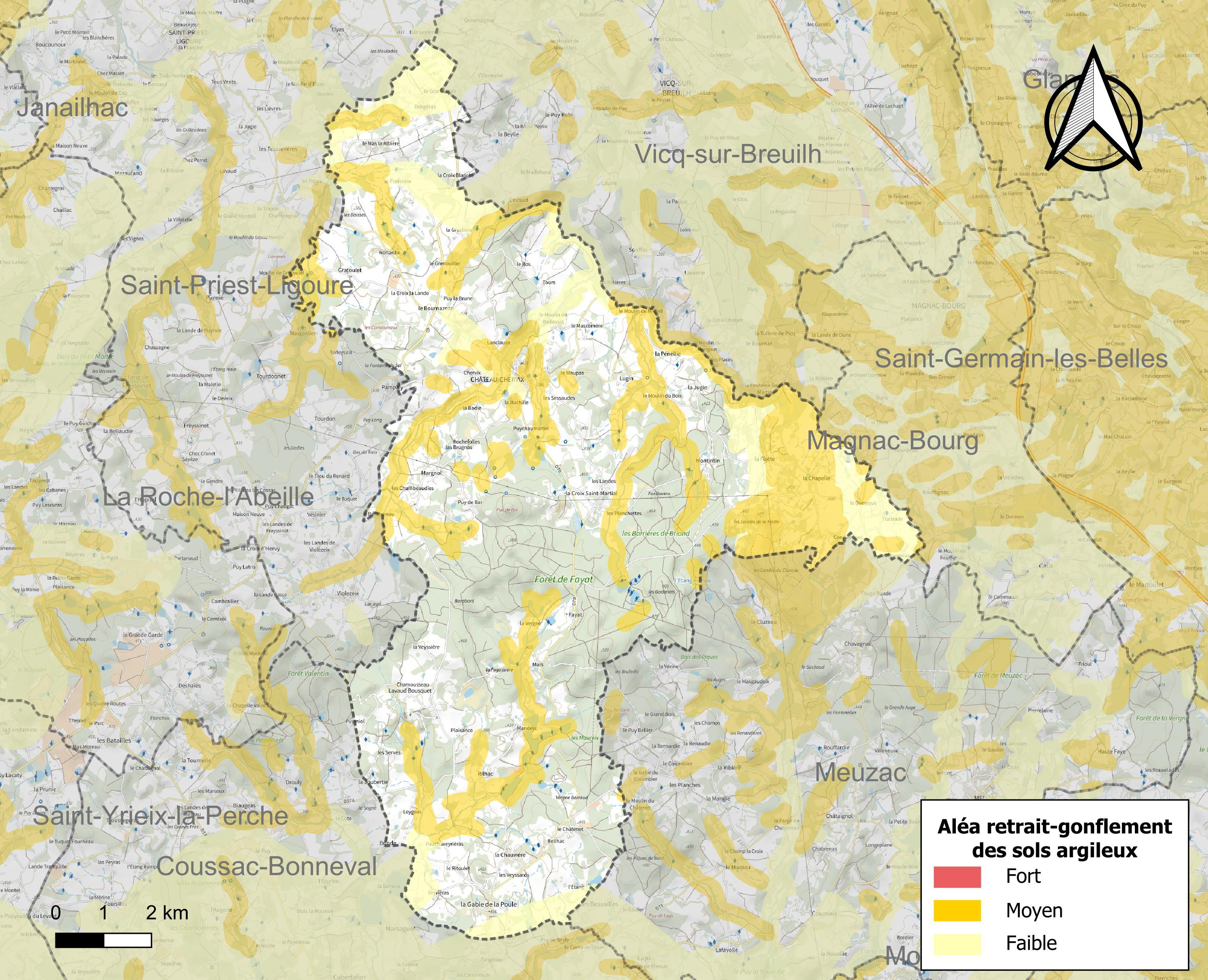
Carte des zones d'aléa retrait-gonflement des sols argileux de Château-Chervix.

Le retrait-gonflement des sols argileux est susceptible d'engendrer des dommages importants aux bâtiments en cas d’alternance de périodes de sécheresse et de pluie. 25 % de la superficie communale est en aléa moyen ou fort (27 % au niveau départemental et 48,5 % au niveau national métropolitain). Depuis le 1er octobre 2020, en application de la loi ÉLAN, différentes contraintes s'imposent aux vendeurs, maîtres d'ouvrages ou constructeurs de biens situés dans une zone classée en aléa moyen ou fort,.
La commune a été reconnue en état de catastrophe naturelle au titre des dommages causés par les inondations et coulées de boue survenues en 1982 et 1999 et par des mouvements de terrain en 1999.

#### Risque particulier
Dans plusieurs parties du territoire national, le radon, accumulé dans certains logements ou autres locaux, peut constituer une source significative d’exposition de la population aux rayonnements ionisants. Selon la classification de 2018, la commune de Château-Chervix est classée en zone 3, à savoir zone à potentiel radon significatif.

## Toponymie
Durant la Révolution, la commune porte le nom de Chervix-la-Chaumière.
Les habitants de la commune sont appelés les Châtelauds.

## Histoire
Le territoire communal fut habité dès la Préhistoire.
De nombreux lieux attestent d'importantes activités durant ces différentes époques (silex, aurières [toponyme local désignant une mine d'or], pierres levées, vestiges d'habitat).
À partir du Ve siècle av. J.-C., les Gaulois Lémovices exploitèrent plus d'une trentaine de mines d'or dans le sud et le centre de la commune actuelle (toujours au sud du village). Deux nécropoles du Premier Âge du Fer et un village peuplé de mineurs ont aussi été retrouvés dans la commune, au sein du district minier de Saint-Yrieix-la-Perche. L’exploitation de ces mines a été arrêtée après la conquête romaine. La mine de La Fagassière, à Château-Chervix, est l’une des mieux fouillées du secteur. Outre des fosses à ciel ouvert, une partie de l’exploitation du minerai aurifère s’est faite par des galeries profondes (à partir de l’époque de La Tène D1-D2, soit la fin de la période d’exploitation). Des galeries d’exhaure ont été creusées pour assécher la fosse. Enfin, les sols humides du Limousin ont permis de retrouver le boisage dense  qui a été utilisé pour empêcher les galeries de s’effondrer.
Le village est l'un des plus anciens vici (agglomération) de l'Antiquité tardive et du haut Moyen Âge en Limousin.
La tour médiévale, bien conservée dans son architecture extérieure, est le seul vestige visible d'un château construit aux limites de l'ancienne vicomté de Limoges.

### Chervix, châtellenie des vicomtes de Limoges auXVesiècle

#### Les familles héritières de la vicomté et des châtellenies: Bretagne-Blois-Penthièvre-Blois-Chatillon-Albret-Bourbon.
Dans un périmètre très proche, trois  châtellenies  vicomtales  nous renvoient aux vicomtes de Limoges qui y possédaient en propre des territoires et divers droits, il s'agit : de Chalucet, Château-Chervix, Masseret. Salon-la-Tour qui possède une tour vicomtale de nos jours restaurée n'est pas au XVe une châtellenie.
La dernière vicomtesse de Limoges, Marie, épouse Arthur II de Bretagne, lui-même fils d'Arthur 1er de Bretagne et de Béatrice D'Angleterre, elle-même de la famille des ducs d'Aquitaine, les Plantagenets rois d'Angleterre. Devenue bretonne, la vicomté rajoutera dans ses armoiries l'hermine bretonne. La vicomté et les châtellenies de Chalucet,  Chervix, Masseret (qui englobe Salon-la-Tour)  vont dès lors avoir leur sort associé aux péripéties des guerres de succession de Bretagne et la vicomté servir de dot aux filles des différentes maisons de Bretagne, Penthièvre et Blois-Chatillon, qui par leur mariage les apporteront dans d'autres familles (Albret-Bourbon Navarre).
Le mariage d'une descendante de Marie de Limoges et d'Arthur de Bretagne va mettre dans les mains de la famille d'Albret la vicomté.
Françoise de Blois -Chatillon, comtesse de Périgord, vicomtesse de Limoges, épouse en 1470 Alain D'Albret vicomte de Tartas, comte de Grave...
À la suite d'un procès qui opposera Alain d'Albret à sa belle-sœur, un état exhaustif des possessions et revenus des châtellenies de la vicomté de Limoges, les différentes ventes qui suivirent, permettent d'avoir un état des lieux des châtellenies et notamment de Chervix, Masseret  au XV. Les archives de la vicomté sont conservées aux archives départementales de Pau. Recopiées par M. Bosvieux au XIXe, le fonds Bosvieux, conservé aux archives départementales de la Haute-Vienne permet au lecteur de mieux appréhender les droits et les possessions du Vicomte. La guerre de Cent Ans à laquelle a pris part Jean de L'aigle, seigneur de L'Aigle, comte de Penthièvre et vicomte de Limoges  est terminée. La nièce de Jean de L'Aigle héritera de son père Guillaume de Chatillon-Blois, frère d'Olivier de Blois et de Jean de L'Aigle, tous les deux successivement vicomtes de Limoges.

#### Les documents provenant des archives de la vicomté conservées aux Archives départementales. Fonds Bosvieux, ADHV87.
Mémoire des officiers de la vicomté à l'intention du vicomte Alain d'Albret pour cause de procès avec madame de Montrésor, portant sur la châtellenie de Chervix :

##### La Tour vicomtale;
"Au chasteau de Cherviz n'a qu'une grosse tour descouverte que cent ans a que ne fust couverte et une vieille sale ancienne dont le tout est en la forme et la manière qu'elle était  du temps du comte Guilhaume et depuys ne s'est rien ajouté et le tout ne vault x ll ecepte la pierre.
-Le comte Guilhaume : Guillaume de Châtillon-Blois dit de Bretagne, mort en 1455, comte de Penthièvre, vicomte de Limoges et seigneur de Payzac ;

##### Possessions foncières du vicomte à Chervix
Elles se résument à peu de chose au XVe : "Audit Chasteau-Cherviz, ni en toute la châtellenie, le seigneur (le vicomte) n'a nul domaine, excepté  ladite forêt, et un petit jardin d'une sesterée joignant au chasteau."
"Au regard de ledit estang que la partie adverse (la belle-sœur du vicomte) dit qu'il est en nature, valoit  mll à un bon mesnagier, ledit estang longtemps qu'il rompit et qu'il ne fut en nature (sous entendu qu"il ne fut empoissonné) etc.".

##### Les paroisses de la châtellenie

###### Paroisse de Chervix
"Premièrement Cherviz qu'est une petite paroisse et bien petite car elle n'a que le bourg dudit lieu sans avoir village quelconque de paroisse et audit bourg n'a que dix ou douze feux."
"En laquelle paroisse et bourg, le Seigneur seulement y a droit de justice. " Un urevot représente le vicomte à Cherviz.
"Le prevost de Cherviz possédait toute la paroisse en fondalité". (Clement Simon).
Le guet :" Est frans tous ceux dudit bourg."

##### Paroisse de Chasteaux
"Après est la paroisse de Chasteaux, qui est une bien petite paroisse, tant pauvre que merveilhes, car le pays de sol est stéril, et ne y a au bourg que quatre feuz bordiers, exans de guet et environ pas plus pas moins, dix villages bien pauvres".
Il est dans l'esprit des gens de  la région de minimiser leurs possessions par superstition, on ne se vante pas. En l'occurrence, il n'est pas dans l’intérêt du vicomte de surestimer ses biens. Ceci étant, le sol argileux et acide de la région est pauvre. Un feu désigne une maisonnée qui peut comporter jusqu'à six ou sept habitants. Un feu bordier désigne une petite propriété, au Moyen Âge en périphérie d'un ténement désigné sous le nom de Borderia. Des lieux-dits en Limousin portent le nom de Bordier ou de La Borderie.
Le mot" merveilhes" est la traduction du mot occitan "miraudio" qui signifie plus ou moins un rêve, une illusion, dans le sens du merveilleux des contes.
Autres seigneurs ayant des droits et des propriétés foncières : la prieuresse du Masgaudet (commune actuelle de Meuzac), le prieur du Cluzeau (Meuzac), celle relevant de l'abbaye de Grandmont, les sieurs de Bonneval, de Saint-Jean Ligoure, de Freyssinet, de Tranchelion, d'Orval, de Montbrun, de Lavergne, etc. (Clement-Simon).

###### Autres paroisses
Glanges-Meuzac-Vic etc.
Meuzac appartenait pour la plus grande part aux seigneuries de Magnac et Bré. (Clement-Simon).
Glanges : Petite paroisse, appartenait pour partie aux seigneurs de Pierre-Buffière et Magnac. Le bourg était de la fondalité de Pierre-Buffière et la justice de Château-Chervix. (Clement -Simon).
Vic sur Breuilh : Vic au XV : "La paroisse de Vic était de la justice du sieur de Magnac. Les villages de Freissanges, Noailhas, le Mas au Vicomte et l'Abeille étaient de la fondalité et de la justice de Château-Chervix. La famille de Tranchelion avait divers héritages  en direct dans la paroisse. (Clement-Simon).

## Politique et administration

### Liste des maires
| Période                                  | Période    | Identité         | Étiquette | Qualité                  |
| ---------------------------------------- | ---------- | ---------------- | --------- | ------------------------ |
| avant 1981                               | ?          | Jean Auxéméry    | PCF       |                          |
| 1994                                     | avril 2010 | Michel Nardot    |           |                          |
| juin 2010                                | En cours   | Jean-Luc Lachaud | DVG       | Artisan plâtrier-peintre |
| Les données manquantes sont à compléter. |            |                  |           |                          |

## Démographie
L'évolution du nombre d'habitants est connue à travers les recensements de la population effectués dans la commune depuis 1793. Pour les communes de moins de 10 000 habitants, une enquête de recensement portant sur toute la population est réalisée tous les cinq ans, les populations de référence des années intermédiaires étant quant à elles estimées par interpolation ou extrapolation. Pour la commune, le premier recensement exhaustif entrant dans le cadre du nouveau dispositif a été réalisé en 2008.

En 2022, la commune comptait 791 habitants, en évolution de −1 % par rapport à 2016 (Haute-Vienne : −0,68 %, France hors Mayotte : +2,11 %).
| 1793  | 1800  | 1806  | 1821  | 1831  | 1836  | 1841  | 1846  | 1851  |
| ----- | ----- | ----- | ----- | ----- | ----- | ----- | ----- | ----- |
| 2 193 | 1 821 | 1 629 | 1 591 | 1 658 | 1 731 | 1 679 | 1 845 | 1 760 |

| 1856  | 1861  | 1866  | 1872  | 1876  | 1881  | 1886  | 1891  | 1896  |
| ----- | ----- | ----- | ----- | ----- | ----- | ----- | ----- | ----- |
| 1 692 | 1 630 | 1 682 | 1 606 | 1 684 | 1 763 | 1 846 | 1 923 | 1 934 |

| 1901  | 1906  | 1911  | 1921  | 1926  | 1931  | 1936  | 1946  | 1954  |
| ----- | ----- | ----- | ----- | ----- | ----- | ----- | ----- | ----- |
| 1 922 | 1 995 | 2 010 | 1 751 | 1 679 | 1 689 | 1 589 | 1 459 | 1 305 |

| 1962  | 1968  | 1975  | 1982 | 1990 | 1999 | 2006 | 2008 | 2013 |
| ----- | ----- | ----- | ---- | ---- | ---- | ---- | ---- | ---- |
| 1 181 | 1 073 | 1 019 | 909  | 801  | 710  | 764  | 779  | 794  |

| 2018 | 2022 | - | - | - | - | - | - | - |
| ---- | ---- | - | - | - | - | - | - | - |
| 798  | 791  | - | - | - | - | - | - | - |

## Culture locale et patrimoine

### Lieux et monuments
- La tour de Château-Chervix (XIIe siècle) est le seul vestige d'un château brûlé à la fin du Moyen Âge. Il compte parmi les plus beaux donjons romans du Limousin.
- Alignement du Pré d'avant Clédie
- Château de Lavaud-Bousquet[31]
- La fontaine Bonnafy : Cette fontaine construite en 1897 est implantée au centre de la place Haute du bourg (8 MAI 1945). Elle est due à la générosité de Pierre Louis Bonnafy, riche commerçant, qui fut affligé de voir les villageois peiner le long d'un chemin escarpé et difficile pour se ravitailler en eau. Il fit capter une source, raccorder et construire cette fontaine pour l'offrir à la commune afin que les habitants disposent en permanence d'une eau abondante et pure.  Cette fontaine que les Châtelauds appellent « La Margelle » se compose d'une grande vasque en maçonnerie circulaire et d'un fût central rond d'où l'eau se déverse continuellement grâce à trois tuyaux en cuivre. Sur la colonne centrale circulaire a été apposé un portrait du bienfaiteur sur une plaque en bronze moulée.
- l'église Saint-Sylvain-du-Château de style roman fut édifiée en 1096, et dépendait de l'abbaye Saint-Martial de Limoges. La structure de la maçonnerie a subi de nombreux remaniements au fil des siècles. La nef unique avec un faux transept ainsi que le chevet et les deux chapelles latérales sont voûtés en berceau. L'édifice se termine à l'est par un chevet plat et à l'ouest par un clocher-fronton muni de deux cloches. Le dallage en ciment du XIXe siècle a remplacé un ancien pavage constitué de pierres tombales qui a complètement disparu aujourd'hui.
- La « Pierre des Morts », est une pierre de réemploi accolée à l'église, taillée dans la serpentinite, qui est un témoin millénaire des rites funéraires du village. Cette pierre des morts servait de reposoir lors d'une halte d'un convoi funéraire pour poser le cercueil du défunt au cours du transport de son domicile jusqu'à sa tombe. Une légende raconte que le bol du défunt accompagnant le cercueil était rempli d'eau bénite et était cassé volontairement sur cette pierre.
- Le cimetière communal : de récentes fouilles archéologiques préventives effectuées sur la place du 8-Mai-1945, ont permis de mettre au jour les restes de l'ancien cimetière lié à l'église, avec des sépultures datées pour la plupart allant du XIIe au XIVe siècle. La plus ancienne d'entre elles, datée du XIe siècle, a été fortement perturbée par les fondations de l'église, ce qui atteste que cette sépulture existait bien avant que l'église actuelle ait été édifiée.
- Les habitations : l'habitat rural du vieux bourg est typique du Limousin en gardant en grande partie les caractères des siècles passés.
L'organisation des hameaux est soit groupée comme la Chauvière, la Flotte, la Nonardie, ou dispersée la Chapelle, les Landes, Lavaud-Bousquet. Les maisons sont le reflet des différentes catégories paysannes de la commune : maisons basses pour les paysans ou paysans-artisans et grands logis ou maisons à étages pour les propriétaires de fermes plus importantes.
La maison rurale, bâtie avec des pierres locales a son propre grenier. Le toit était fait de chaume ou de petites tuiles plates. Enfin une grange-étable était souvent accolée au logis.
- Fontaine permanente située à l'extérieur du mur d'enceinte de la cour de l'école, alimentant un petit bassin situé à proximité dans un petit jardin arboré.
- Bâtiment de l'école communale, architecture du XVIIIe siècle.
- Lande de la Flotte et du Cluzeau, lande serpentinicole.

### Héraldique
|  | Les armes de la commune se blasonnent ainsi : D'azur au donjon carré d'argent posé sur une terrasse d'or. |

## Pour approfondir